# Прожекторный светофор

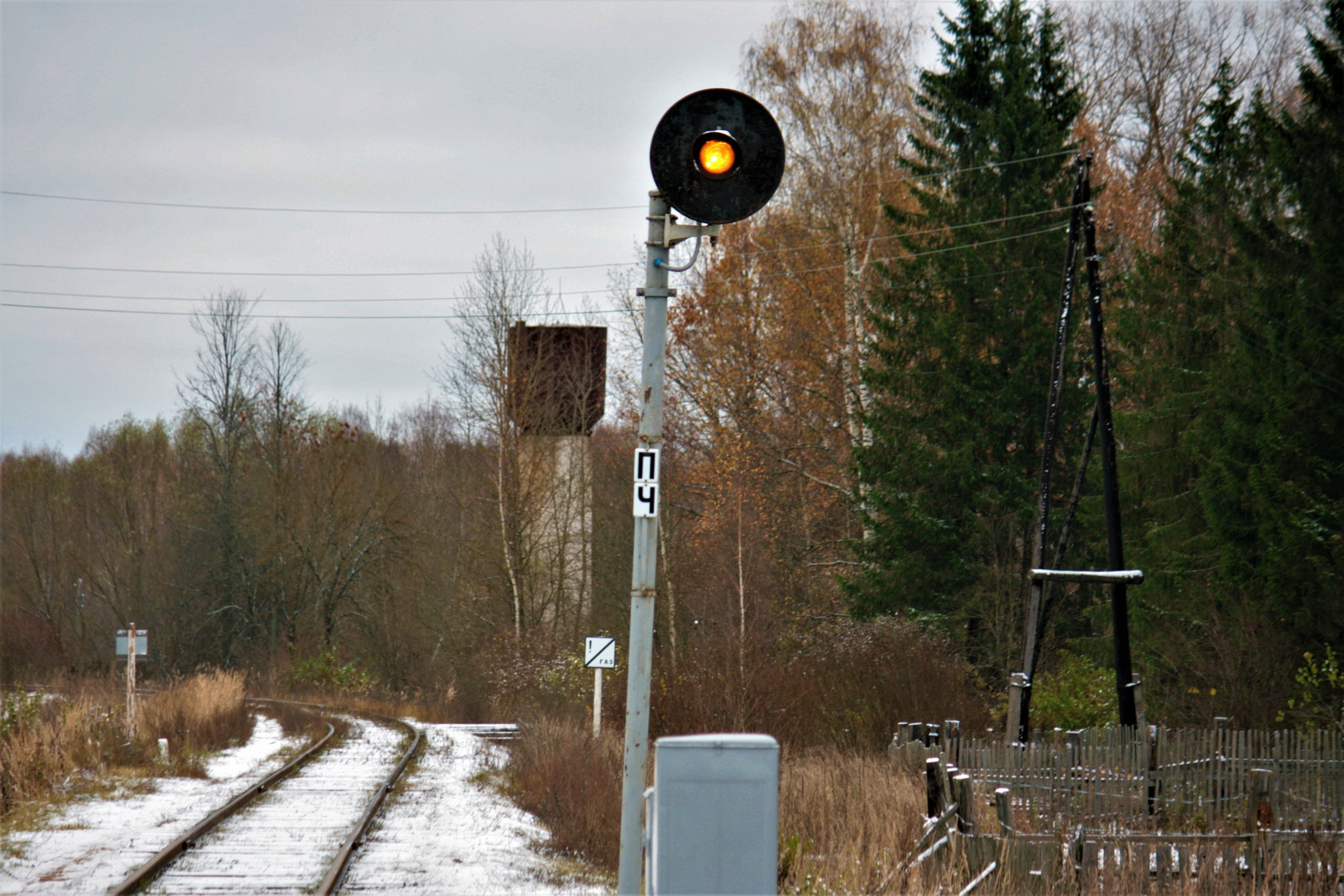
Предупредительный прожекторный светофор

Прожекторный светофор (англ. searchlight signal) — световой сигнальный прибор, предназначенный для передачи машинисту локомотива (или другой подвижной единицы) информации о занятости пути и разрешения на движение. От линзового светофора отличается тем, что один оптический комплект способен давать показание одного из нескольких различных цветов (обычно двух, трёх, реже четырёх).

## Конструкция
В прожекторных светофорах используется прожекторная оптическая система с зеркалом и набором выпуклых сферических или реже ступенчатых линз, а также подвижная (как правило, поворотная) рамка со светофильтрами требуемых цветов. Светофоры прожекторного типа производства СССР обладают оригинальной конструкцией — в их сигнальном механизме применена одна лампа мощностью 10 ватт на напряжение 10 вольт и рамка со светофильтрами на три, реже четыре показания. В ЦНИИ МПС по предложению инженера Пушкарёва был разработан опытный прожекторный светофор ПС-ЦНИИ-48 на четыре показания — красный, жёлтый, зелёный и лунно-белый.

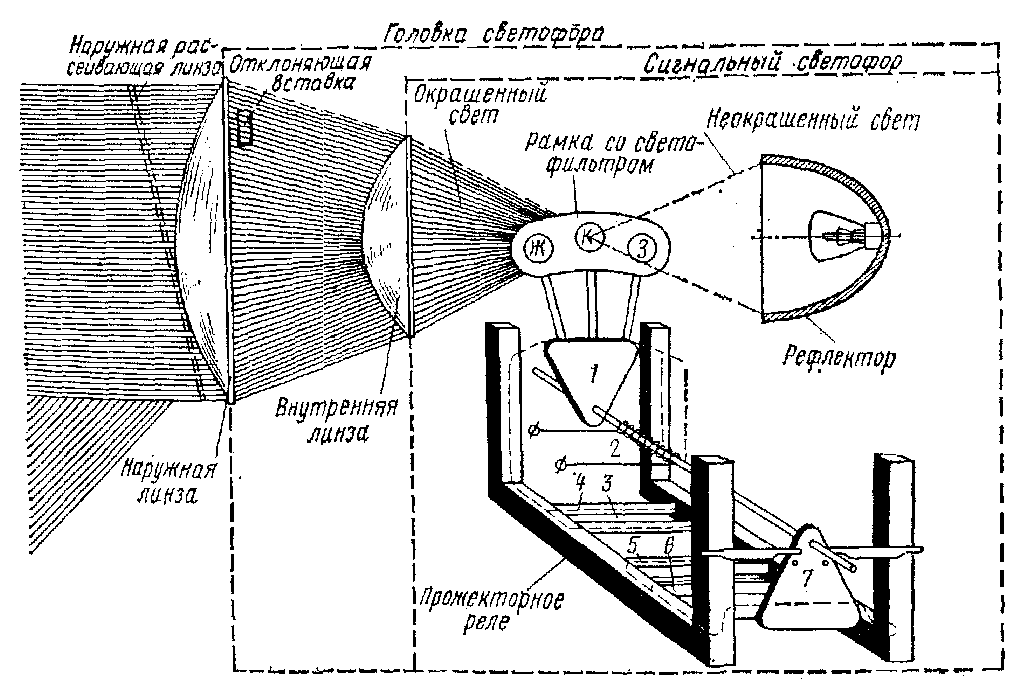
Показаны линзы, светофильтры и ход луча света

## Переключение сигналов
Переключение сигналов в прожекторном светофоре осуществляется путем отклонения рамки со светофильтрами внутри сигнального механизма с помощью поляризованного реле.

Когда на поляризованное реле подается около 3V, в зависимости от полярности рамка отклоняется или влево, или вправо.

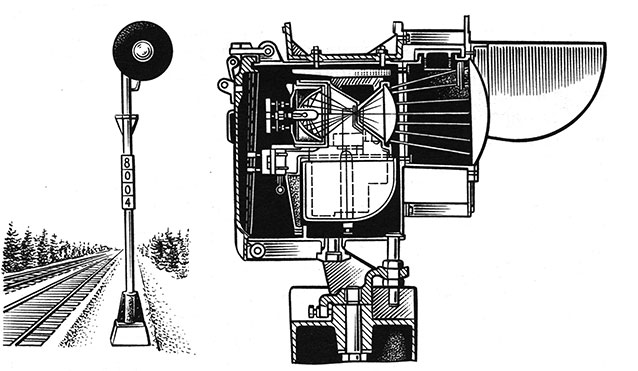
Общий вид корпуса и сигнального механизма

На этом видео показан сигнальный механизм и переключение сигналов.

## История
Впервые в СССР светофоры прожекторного типа были применены в конце 1930-х годов на участке Лобня — Москва — Дмитров. Светофоры, использованные на этом участке, были отечественными, но сделанными на основе американских аналогов. Система сигнализации с прожекторными светофорами на данном участке показала свою работоспособность, и на одном из перегонов их ввели в постоянную эксплуатацию.
В 1940-х годах по ленд-лизу в СССР стала поступать аппаратура СЦБ, произведённая в США фирмами Union Swich and Signal Co. и General Railway Signal Co.. Светофоры американского производства в 1944—1945 годах применялись на участках Скуратово — Орел — Курск — Харьков — Лозовая — Иловайск, Москва — Домодедово, Москва — Голицыно, Муром — Дружинино. После войны стал серийно выпускаться отечественный прожекторный светофор типа ПС-45, который получил широкое распространение на железных дорогах СССР. К 1960 году светофорами ПС-45 было оборудовано множество участков по всей сети дорог СССР.
В настоящее время на территории бывшего СССР прожекторных светофоров осталось очень мало, хотя раньше (например, в 1950-е годы) их было значительно больше. В работе прожекторные светофоры ещё можно встретить на малодеятельных участках, например, Ромны — Бахмач ЮЖН ЖД.

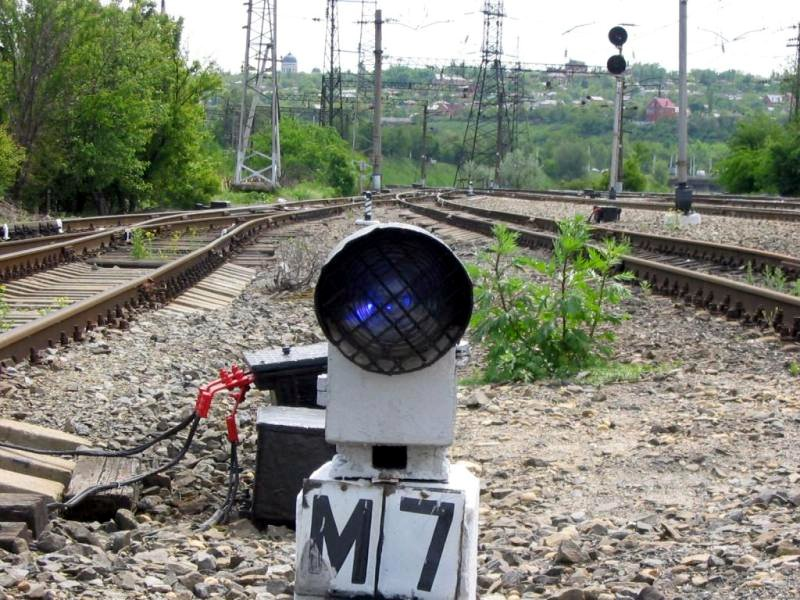
Маневровый карликовый прожекторный светофор

## ПС-45
Отечественный прожекторный светофор носил название ПС-45. Выпускались мачтовые и карликовые варианты.
Производство сигнальных механизмов было налажено на Лосиноостровском электромеханическом заводе. Корпуса сигнальных головок, мачты и другие детали изготавливали на Нижнеднепровском заводе «Светофор».
Сигнальный механизм идентичен американскому механизму General Railway Signal Co, но, в отличие от GRS, имел более низкое качество. Например, в GRS применялись детали разного металла, отсутствовал реостат регулировки мощности лампы, светофильтры в ПС-45 были обычными цветными, в то время как у GRS жёлтый светофильтр был матовым (это делалось для того, чтобы луч света не был ослепляющим), зелёный разделён на две части (для предупреждения раскола стекла). В американских Union Swich and Signal Co. и General Railway Signal Co. использовался металлический хромированный рефлектор, а в ПС-45 — стеклянный с серебряным покрытием.

## Достоинства
- Достоинством прожекторных светофоров является их сравнительно малое энергопотребление — использование светового потока обычно более 70 %, а мощность ламп — 5 или 10 Вт, при видимости светофора, не уступающей линзовому.
- В одной светофорной головке может находиться от 2 до 3 (реже 4) сигнала.
- Невозможна ложная засветка (смешение показаний в линзовых светофорах) при попадании луча прожектора локомотива.

## Недостатки
- В настоящее время такие светофоры считаются ненадёжными, так как сменой огней управляет технически сложный сигнальный аппарат, требующий регулярного технического обслуживания.
- Наличие в головке светофора подвижных механических элементов снижает надежность (особенно в сложных климатических условиях). Отмечались случаи замерзания сигнальной рамки в зимнее время, что приводило к ложному включению разрешающего показания.
- Сложность конструкции по сравнению с линзовым светофором.

## Видео с подробным описанием
- Обзор сигнальных механизмов прожекторных светофоров.
- Сигнальный механизм прожекторных светофоров